# Monster Mash
"Monster Mash" este un cântec-parodie din 1962 și cel mai cunoscut cântec al lui Bobby "Boris" Pickett. A fost lansat ca un single de către Gary S. Paxton la Garpax Records în august 1962 împreună cu un album LP denumit The Original Monster Mash, care conține alte cântece despre monștri.  "Monster Mash" a fost #1 în topul single Billboard Hot 100 din 20–27 octombrie 1962, săptămâna dinainte de Halloween.
Un vers al cântecului, Transylvania Twist, a fost sursa de inspirație a unui film din 1989.